# Muntiacus atherodes
O muntíaco-amarelo-de-bornéu (Muntiacus atherodes) é um cervo da família Cervinae endêmico das florestas úmidas de Bornéu, onde vive junto ao  muntíaco-comum. É semelhante ao seu "primo", muito mais comum, e foi recentemente reconhecido como uma espécie separada. Além da diferença de cor, seus chifres, com apenas 7 cm de comprimento, são menores que os do muntíaco-comum. Não foi extensivamente estudado. Sua população está em declínio.